# Merten Friese
Merten Friese († nach 1639) war ein Orgelbauer, der in Danzig und im Herzogtum Preußen tätig war.

## Leben
Merten Friese war wahrscheinlich ein Sohn oder Nachkomme von Julius Anthoni Friese, der bis 1584 in Danzig als Orgelbauer wirkte.
Er wurde von 1616 bis 1629 in Danzig erwähnt, danach im Herzogtum Preußen.
Ob eine Orgel im damals polnischen Grodno auch von ihm war, ist unklar, eine ähnliche Dispositionscharakteristik wie bei Julius Anthoni Friese und ihm weist in deren Wirkungsbereich.
In der Trinitatiskirche und der Marienkirche in Danzig sind Prospekte von Orgeln von Merten Friese erhalten.

## Werkliste (Auswahl)
| Jahr      | Ort        | Gebäude                     | Bild | Manuale | Register | Bemerkungen                                                                                                |
| --------- | ---------- | --------------------------- | ---- | ------- | -------- | --- |
| 1616      | Danzig     | St. Marien                  |      |         |          | kleine Orgel auf der Sängerempore, Einbau eines Pedalwerks mit Pedalklaviatur zusammen mit Ägidius Schubbe |
| 1616–1618 | Danzig     | St. Trinitatis              |      | III/P   | 37       | Neubau, Orgelprospekt erhalten                                                                             |
| 1618/1620 | Danzig     | Hospitalkirche Heilig Geist |      |         |          | Neubau |
| 1620      | Danzig     | St. Bartholomäi             |      |         |          | Neubau |
| 1625–1629 | Danzig     | St. Johannes                |      | III/P   | 42       | Neubau, Orgelprospekt in der Marienkirche seit 1979                                                        |
| 1632      | Königsberg | Schlosskirche               |      |         |          | Reparaturen                                                                                                |
| 1639      | Insterburg | Lutherkirche                |      |         |          | Reparaturen, Gutachten                                                                                     |
| 1647?     | Grodno?    | St. Brigitten               |      | I/P     | 12       | Neubau, Zuschreibung auf Grund einer ähnlichen Dispositionsweise                                           |